# برون‌چرخ‌زاد
برون‌چرخ‌زاد (به انگلیسی: Epicycloid) در ریاضیاتی به منحنی غلتانی گفته می‌شود که توسط نقطه‌ای ترسیم می‌شود که روی دایره‌ای به شعاع r قرار دارد و این دایره در بیرون یک دایره ثابت با شعاع R می‌غلتد.

خم قرمزرنگ، یک برون‌چرخه‌زاد است که با چرخش دایرهٔ کوچک سیاه‌رنگ در درون محیط دایرهٔ بزرگ آبی‌رنگ پدید می‌آید. (پارامترهای آن عبارتند از: R = 3, r = 1,).

معادله‌های پارامتری برای برون‌چرخ‌زاد عبارتند از:
{\displaystyle x(\theta )=(R+r)\cos \theta -r\cos \left({\frac {R+r}{r}}\theta \right)}
{\displaystyle y(\theta )=(R+r)\sin \theta -r\sin \left({\frac {R+r}{r}}\theta \right),}
یا:
{\displaystyle x(\theta )=r(k+1)\cos \theta -r\cos \left((k+1)\theta \right)\,}
{\displaystyle y(\theta )=r(k+1)\sin \theta -r\sin \left((k+1)\theta \right).\,}
حالت‌های برعکس برون‌چرخ‌زاد شامل درون‌چرخ‌زاد با d = r می‌شود.